# Ariete (araldica)
In araldica il termine ariete può indicare:
- la macchina bellica impiegata negli assedi,
- la costellazione dello Zodiaco,
- il maschio della capra (mentre il maschio della pecora è detto montone).

Il maschio della capra, detto anche capro o becco, simboleggia la gloria, ma anche la custodia fedele, la ferocia in battaglia o la prolificità e potenza della stirpe.

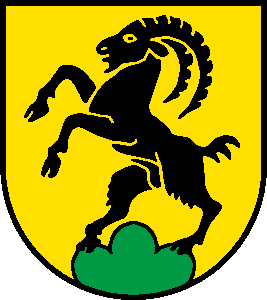
Ariete saliente (Steinhof, Svizzera)
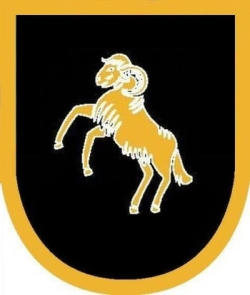
Ariete saliente (Avenwedde, Germania)
Ariete saliente (Rammingen, Germania)
D'azzurro, al rincontro d'ariete d'argento; al capo d'oro (famiglia Capré de Megève, Francia)
D'oro alla testa di capro di nero (Beuren, Germania)

## Attributi araldici
- Cornato se ha le corna di smalto diverso.
- Cozzante quando fa impeto con le corna verso un suo simile o altro ostacolo.
- Fermo se è posato sulle quattro zampe.
- Passante quando cammina.
- Saliente quando è nella posizione di rampante.
- Unghiato quando ha gli zoccoli di smalto diverso.

## Traduzioni
- Francese: bélier (quando ha le corna arrotolate), bouc (quando ha le corna corte)
- Inglese: goat oppure ram